# Вођеница
Вођеница је насељено мјесто у Босни и Херцеговини, у општини Босански Петровац, које административно припада Федерацији Босне и Херцеговине. Према прелиминарним подацима пописа становништва 2013. године, у насељу је живјело 184 становника, од чега су апсолутна већина били Срби.

## Географија
Вођеница се налази на планини Грмеч, у близини врха Жељезник, на путу Босански Петровац - Босанска Крупа. Земљиште је јако каменито, па вода често понире, о чему свједочи и Вођенички поток који понире на многим мјестима на свом путу од извора до ушћа.
Вођеница се дијели на два дијела:
- Доњу Вођеницу;
- Горњу Вођеницу.

## Историја

### Турски период
Вођеница се први пут помиње у турским изворима 1574. као нахија Воденица.
Етнограф Петар Рађеновић у свом дјелу "Бјелајско поље и Бравско" (1923), наводи да је у Вођеници 1803. било девет српских и седам беговских кућа. Бегови су били настањени у Горњој Вођеници и држали су највећи дио земље. У то вријеме српске породице настањене у Вођеници су биле: Јокићи, Латковићи, Ступари, Ћургузи, Керкези, Тешићи, Јеличићи, Драгићи и Попадићи. Српске породице су биле у феудалном положају у односу на бегове, и читава Вођеница је била у феудалном поседу Куленовића и Ибрахимпашића.
Рађеновић наводи да је број српских кућа 1860. порастао на 17, а да је до највећег пораста броја српских породица дошло након Устанка у Босанској Крајини (1875-1878), када се у Вођеницу насељава велики број српских породица из Лике.
Према Рађеновићу, седам година прије Устанка у Босанској Крајини, бегови из Горње Вођенице су саградили џамију, и наводи да су 1923. још увијек биле видљиве њене рушевине. Свештеник Коста Ковачевић, 1887. у часопису "Дабро-босански источник" наводи да су беговске куће спаљене у устанку, и да су се бегови преселили у Босански Петровац и Кулен Вакуф.

### Аустроугарски период
Феудалне привилегије су сачуване и након анексије Босне и Херцеговине од стране Аустроугарске, и феудална земљопосједничка класа остаје битан ослонац аустроугарске власти у Босни и Херцеговини.
Према аустроугарским пописима, у Вођеници није било слободних сељака, и сви сељаци су били у кметском односу према беговима.
Прва школа у Вођеници саграђена је 1879-1880. донацијом британске добротворке Паулине Ирби. Међутим локално становништво је школу убрзо почело да употребљава као импровизовану цркву.
Црква у Вођеници је саграђена у периоду 1912-1913. прилозима становника Вођенице, Скакавца и Брестовца, а по пројекту градитеља Милоша Миладиновића.
Вођеница је приликом пописа становништва 1910. била сједиште истоимене Општине Вођеница, која је према попису имала 1453 становника (689 мушкараца и 764 жене).

### Краљевина Југославија
Успостављањем Краљевине СХС, спроводи се аграрна реформа и елиминишу се дотадашњи беговски феудални посједи у Вођеници.
Вођеница је била средише истоимене општине све до 1938. када је указом спојена са општином Босански Петровац, и названа "Општина босанско-петровачка".

### Други свјетски рат
Након окупације Краљевине Југославије од стране Сила осовине, Вођеница се нашла у саставу НДХ.
У Вођеници, 27. јула 1941. долази до оснивања Вођеничке чете која је била састављена од бораца из Вођенице, Суваје, Скакавца и Брестовца.
Једна од првих акција коју је Вођеничка чета извршила, био је напад на усташки камион који је превозио заробљене цивиле из Крњеуше за Босански Петровац, када је ослобођено шест талаца. Вођеничка чета је учествовала и у нападу на Крњеушу, која се до тада налазила под контролом усташа, а приликом напада је коришћена и хаубица коју су претходно устаници заробили у Врточу.
Први командант Вођеничке чете је био Здравко Челар, све до почетка 1942. када је био унапријеђен у команданта новооснованог Пролетерског батаљона Босанске крајине. Челара замјењује Марко Јокић, и чета наставља да самостално дјелује у петровачком крају све до љета 1942. када је интегрисана у састав Треће крајишке пролетерске ударне бригаде.
Марко Јокић је погинуо 25. маја 1944. у борби са њемачким падобранцима код Дрвара и након рата је проглашен за народног хероја. Здравко Челар је такође проглашен за народног хероја, и по њему је названо Челарево, мјесто у Војводини које су након 1945. населили колонисти из Босанске Крајине.
Црква у Вођеници саграђена 1913. бива запаљена 2. августа 1941. од стране усташа.

### Социјалистички период
Током 1950-их, поред школе у Вођеници бива подигнут споменик посвећен страдалим борцима Народноослободилачке војска Југославије са подручја Мјесне заједнице Вођеница (из Вођенице и Брестовца). Током седамдесетих недалеко од старог споменика подигнут је бетонски споменик у бруталистичком стилу погинулим борцима и жртвама фашистичког терора са подручја бивше Општине Вођеница (из Вођенице, Брестовца, Суваје и Скакавца, са засеоком Марјановића До, који је био посебно означен на споменику).
Висина споменика је 6 метара, а са спољне стране су се налазиле мермерне плоче са именима палих бораца НОВЈ, док су са унутрашње стране биле плоче са именима убијених цивила. Једино је сачуван дио плоче са именима убијених цивила из Суваје.

### Рат у Босни и Херцеговини
Током рата у Босни и Херцеговини (1992—1995), Вођеница се налазила у саставу тадашње територије Републике Српске. Током септембра 1995. године у здруженој операцији хрватских и бошњачких снага под називом Маестрал, Босански Петровац долази под контролу 5. корпуса Армије РБиХ, и Вођеница коју је прије тога напустило локално српско становништво бива спаљена и опљачкана.
Црква у Вођеници, чија је обнова започета 1991. поново је била спаљена 1995. Тужилаштво БиХ за спаљивање цркве сумњичи генерала Атифа Дудаковића.
Споменици палим партизанским борцима су такође оштјећени, са бруталистичког споменика су уклоњене мермерне табле са именима палих бораца, а плоча са именима убијених цивила из Суваје је разбијена.
Након рата 2002. у дворишту запаљене старе школе, недалеко од цркве пронађена је гробница са посмртним остацима четири мјештана Вођенице. За њихово убиство сумњиче се припадници 2. батаљона Петог корпуса Армије РБиХ.
Прије тога 1999. пронађени су посмртни остаци старца Јове Ступара (1922—1995), и посмртни остаци једне неидентификоване особе, пронађени 2000. године на сеоском гробљу у Горњој Вођеници.

## Знаменитости
- Црква Успења Пресвете Богородице у Вођеници
- Споменик становницима Вођенице који су страдали током рата у БиХ
- Споменик у Вођеници, споменик посвећен палим партизанским борцима.[8]

## Становништво
| Националност       | 2013. | 1991. | 1981. | 1971. | 1961. | 1910.              |
| Срби               | 178   | 509   | 651   | 882   | 969   | 1453 (као општина) |
| Хрвати             | 3     | 1     | 2     | 1     | 7     | 8                  |
| Муслимани          |       |       |       |       |       | 4                  |
| Југословени        |       | 6     | 7     |       |       |                    |
| остали и непознато | 3     | 46    | 3     | 1     | 5     |                    |
| Укупно             | 184   | 562   | 663   | 884   | 981   | 1465               |

| Демографија | Демографија | Демографија |
| Година      | Становника  | Становника  |
| ----------- | ----------- | ----------- |
| 1910.       | 1.465       |             |
| 1961.       | 981         |             |
| 1971.       | 884         |             |
| 1981.       | 663         |             |
| 1991.       | 562         |             |
| 2013.       | 184         |             |

## Знамените личности
- Хризостом Јевић, митрополит дабробосански Српске православне цркве.[22]
- Марко Јокић, командант Дрварско-петровачког партизанског одреда и народни херој Југославије.[8]
- Душан Керкез, српски фудбалер и фудбалски тренер, отац из Вођенице.
- Горан Радаковић, српски глумац, отац из Вођенице.
- Марко Ступар, српски сликар.
- Љубиша Ћургус (Ћургуз), генерал ЈНА, учесник Народноослободилачке борбе и носилац Партизанске споменице, рођен у Рисовцу (отац из Вођенице).

## Галерија слика
- Сеоско имање у Вођеници